# Camilo Rey Domenech
Camilo Rey Domenech (Pilar, 10 marzo 2006) è un calciatore argentino, centrocampista del Boca Juniors.

## Caratteristiche tecniche
Centrocampista centrale dotato di buona tecnica, viene paragonato al connazionale Fernando Gago.

## Carriera

### Club
È cresciuto nel settore giovanile del Boca Juniors, con cui ha firmato il primo contratto professionistico il 2 dicembre 2024. Ha debuttato in prima squadra il 22 gennaio 2025 nell'incontro di Copa Argentina vinto 5-0 contro l'Argentino (MM) e tre giorni dopo ha esordito anche in Primera División contro l'Argentinos Juniors.

### Nazionale
Nel 2023 ha partecipato con la nazionale argentina Under-17 al campionato sudamericano di categoria concluso al terzo posto.

## Statistiche

### Presenze e reti nei club
Statistiche aggiornate al 19 febbraio 2025.
| Stagione        | Squadra         | Campionato      | Campionato | Campionato | Coppe nazionali | Coppe nazionali | Coppe nazionali | Coppe continentali | Coppe continentali | Coppe continentali | Altre coppe | Altre coppe | Altre coppe | Totale | Totale | Totale |
| Stagione        | Squadra         | Comp            | Pres       | Reti       | Comp            | Pres            | Reti            | Comp               | Pres               | Reti               | Comp        | Pres        | Reti        | Pres   | Reti   |        |
| --------------- | --------------- | --------------- | ---------- | ---------- | --------------- | --------------- | --------------- | ------------------ | ------------------ | ------------------ | ----------- | ----------- | ----------- | ------ | ------ | ------ |
| 2025            | Boca Juniors    | PD              | 5          | 0          | CA              | 1               | 0               | CL                 | 1                  | 0                  | Cmc         | -           | -           | 7      | 0      |        |
| Totale carriera | Totale carriera | Totale carriera | 5          | 0          |                 | 1               | 0               |                    | 1                  | 0                  |             | -           | -           | 7      | 0      |        |